# Certosa di Miraflores
La certosa di Miraflores (in spagnolo Cartuja de Miraflores) è una certosa in stile isabellino costruita su una collina (nota come Miraflores) è situata a circa 3 km dal centro della città spagnola di Burgos, nella comunità autonoma di Castiglia e León.

## Storia
L'origine della certosa di Miraflores risale al 1442, quando il re Giovanni II di Castiglia donò un palazzo eretto da suo padre Enrico III nel 1401 all'Ordine certosino per farne un monastero e i monaci lo intitolarono a san Francesco d'Assisi.
Nel 1452 l'edificio fu distrutto da un incendio e ricostruito su direttive di Juan De Colonia coadiuvato dal figlio Simón e, quindi, dedicato alla Beata Vergine di Miraflores.
Nel 1477 subentrò nella direzione dei lavori Garcia Fernández de Matienzo; l'anno dopo morì il capomastro Juan, ma suo figlio Simón de Colonia continuò a lavorarvi fino a che, nel 1488, realizzò le volte terminando la costruzione della Cartuja.
Dopo la morte dei re cattolici, la Cartuja godette della protezione di Filippo I d'Asburgo che, quando morì nel 1506, fu sepolto qui e poi traslato nella cattedrale di Granada.
Tra il 1532 e il 1539 furono costruite le Cappelle laterali addossate alla parete nord. Tra il 1538 e il 1539 Diego de Mendieta ricostruì il tetto e il coronamento della Chiesa a causa dei danni provocati dalle abbondanti nevicate.
A causa della guerra d'indipendenza, i monaci dovettero abbandonare il monastero che fu adibito a caserma, saccheggiato e in parte distrutto dalle truppe napoleoniche. Diventato proprietà dello Stato nel 1820, nel 1821 venne assaltato e profanato. In quest'occasione furono distrutte la corona e lo scettro della statua di Giovanni II nella Tomba Reale. Subì inoltre l'oltraggio di essere adibito a macelleria di cadaveri innocenti per l'esercito durante le guerre.
Nel 1864 l'Arcivescovo D. Fernando de la Puente fece sì che il Monastero fosse assegnato alla diocesi di Burgos e divenisse Monumento Storico.
Nel 1880 il monastero venne dedicato all'Ordine di San Bruno.
Nel 1974 furono sostituite le travi in legno delle coperture della chiesa con cemento e dal 1975 iniziarono i lavori di ristrutturazione dell’edificio.

## Descrizione
All'esterno la Cartuja si chiude con un’abside poligonale formata da sette campi con ampie finestre.
L'accesso è consentito dall'arcata centrale a sesto ribassato sormontata da uno stemma che immette nell'atrio coperto da volta a crociera in cui, sulla sinistra, una piccola porta immette nella Cappella di San Bruno, mentre sul muro frontale si apre un portale d’ingresso con archivolti a sesto acuto poggianti su colonnine con capitelli scolpiti, timpano con bassorilievo e cuspide affiancata dagli stemmi dei re cattolici.
Oltrepassato il portale, si accede al porticato del patio, in cui, in fondo a sinistra, si trova l'ingresso della cappella di San Bruno. Sull'altare campeggia la scultura del santo realizzata in legno dorato e policromato da Manuel Pereira nella prima metà del XVII secolo. Le pareti della cappella sono rivestite di maioliche colorate, mentre le lunette della volta stellata sono decorate a grisaille con candelabri che affiancano gli stemmi.
Adiacente alla cappella si trova la chiesa, la cui facciata si presenta con un portale a sesto acuto nel cui timpano è raffigurata a rilievo una Pietà. Un frontone triangolare con lo stemma dei re cattolici sostenuto da un angelo (1484) conclude la facciata. La sommità fu leggermente modificata nel 1539 da D. De Mendieta con l'aggiunta di effigi e doccioni.
Superato l'ingresso ci si trova nell'atrio. Un'arcata a sesto acuto preceduta da un'acquasantiera posta sulla destra, immette nello spazio riservato ai fedeli dove, subito a destra, sono sistemati tre stalli in legno intagliati. Sulla parete adiacente si scorge un'annunciazione attribuita da alcuni a Mateo Cerezo El Joven. Sulla parete sinistra, invece, si nota un trittico della fine XV secolo dipinto ad olio raffigurante delle scene della passione di Cristo della scuola di Roger van der Weyden, autore del Trittico Miraflores trafugato.
La navata unica è coperta da 5 sezioni di volte a vela con terzine: gli archi e le nervature delle volte poggiano su peducci decorati sul fronte con profeti o angeli policromi. È inoltre dotata di abside poligonale e Cappelle laterali.
Oltre la cancellata, sulle pareti a destra e a sinistra, sono collocati i 14 stalli rinascimentali in legno di noce intagliato del Coro dei fratelli raffiguranti Santi, Episodi biblici, Putti, stemmi e simboli realizzati nel 1558 da SIMÓN DE BUERAS. Sugli schienali degli stalli del lato destro sono rappresentati i Santi Juan Bautista, Jerònimo, Hugo da Lincoln, Francisco, Pablo Ermitaño (Eremita) e Onofre; su quelli a sinistra Maria Magdalena, Catalina Ermitaña, Antonio Abad, Hugo da Grenoble, Agustìn e Juan Evangelista. Ai lati del Coro ci sono porte che immettono nella Cappella della Compassione (ora Sala delle esposizioni temporanee) e alla clausura.
Poco più avanti sono presenti due altari (retrocoro) con dossali intagliati e dorati in stile barocco, opera di POLICARPO DE LA NESTOSA del XVII secolo con scultura policroma dell’Immacolata eseguita da BERNARDO DE ELCARRETA a coronamento dell’ingresso dove è, inoltre, l’iscrizione “FELIX COELI PORTA”: oltre questa sono sistemati gli stalli  tardo-gotici del Coro dei Padri realizzato tra il 1486-’89 da MARTÍN SÁNCHEZ e al centro il leggìo.
Il Pantheon Reale occupa il centro del presbiterio e fu costruito tra il 1489-’93 da G. DE SILOÉ. Interamente realizzato in alabastro, riporta sulla parte superiore le effigi di Giovanni II di Castiglia e di Isabella di Portogallo, mentre un complesso programma iconografico di pregevole fattura avvolge la base. L’insolita forma a stella a otto punte può essere messa in relazione con una proiezione volumetrica di una volta gotica stellata.
Il Re Giovanni II è rappresentato disteso col capo (ricostruito dopo che fu distrutto dalle rivolte avvenute nel 1821, durante il regno di Ferdinando VII) su di un cuscino e la Corona. Lo scettro è stato trafugato.
L’immagine della Regina riflette le diverse trame dell’incarnato e dei ricami dei tessuti degli abiti. Tiene in mano un sacro Libro d’Ore.
Intorno erano distribuite in origine dodici figure di cui sono conservate solo nove e, tra queste, sette sono quelle originali: gli Apostoli Santiago Alfeo, Bartolomè, Pedro e altri quattro non identificabili; le altre due sono una Santa Incoronata (forse Caterina) e Santo Stefano, provenienti dalla tomba dell’infante Alfonso. Ai vertici del rombo sono collocati i quattro Evangelisti.
La base del Sepolcro è circondata da Leoni che reggono Stemmi, si azzuffano o combattono contro Cani; quelli delle zone in asse con la testa sono Rampanti che reggono gli Stemmi del Re. Ai vertici vi sono piccole figure certosine. Le nicchie ricavate sui sedici lati sono adorne di baldacchini contenenti Figure e Scene che alludono alla Morte e alla Resurrezione. Sul lato corrispondente alla Regina sono rappresentate le sette Virtù (Fede, Speranza, Carità, Prudenza, Giustizia, Temperanza e Fortezza) a cui corrispondono, dal lato del Re, sette figure dell’Antico Testamento raffiguranti Giuseppe figlio di Giacobbe, Sansone, Davide, Esdra, Daniele e Abramo che sacrifica Isacco.
Il Sepolcro dell’Infante Alfonso de Castilla, fratello di Isabella la Cattolica, è collocato sul lato sinistro del presbiterio. È realizzato in alabastro ed è composto da un arcosolio inquadrato da due lesene ornate con immagini di Apostoli e Santi. Tra gli innumerevoli rilievi scultorei di elementi vegetali abitati da esseri e animali fantastici, Virtù, Episodi biblici, Apostoli e Santi, nella cuspide al di sopra della nicchia con arco a sesto ribassato in cui è la statua di Alfonso inginocchiato in preghiera è raffigurato San Michele Arcangelo che uccide il Drago, mentre ai lati dell’attico di coronamento l’Annunciazione con l’Angelo a destra e Maria a sinistra.
L’altare maggiore si erge maestoso alle spalle del presbiterio: fu realizzato tra il 1496-’99 da G. DE SILOÉ e dipinto da DIEGO DE LA CRUZ. Sulla sommità, all’interno di 4 baldacchini gotici con funzione di pinnacoli, sono raffigurati i Santi domenicani Domingo de Guzmàn e Pedro Màrtir e la figura del profeta Isaia all’estrema destra. Lungo il Retablo compaiono Profeti, Papi, Martiri, Vergini e Santi.
Al centro del complesso è il Crocifisso policromo capolavoro della scultura gotica: a sinistra del braccio orizzontale della Croce è rappresentato il Dio Padre in abiti sacerdotali e triplice corona e a destra lo Spirito Santo come un giovane imberbe con una corona imperiale; sul capo di Cristo è raffigurato un pellicano; negli angoli formati dalla Croce sono distribuite Scene della Passione.
La Ruota Angelica circonda il Crocifisso e, negli angoli più interni di questa, sono rappresentati i Santi Dottori della Chiesa Gregorio, Ambrosio, Jerònimo e Agustìn. Negli angoli del rettangolo in cui è compresa la Ruota Angelica, all’interno di tondi sormontati da baldacchini intagliati e dorati, sono raffigurati gli Evangelisti San Juan e Marcos a sinistra e Mateo e Lucas a destra con i loro Simboli. Tra il tondo superiore è quello inferiore, a sinistra è l’immagine di San Pedro e a destra quella di San Pablo, sempre protette da baldacchino.
Tra il Crocifisso e l’altare, al centro, è collocato un Tabernacolo coperto da cupola sorretta da colonnette decorate al cui interno è un ulteriore Crocifisso, affiancato dalle figure policrome di San Juan Bautista a sinistra e di Maria Magdalena a destra, sormontate da quelle della Vergine a sinistra e di San Juan Evangelista a destra, ai lati dello scomparto quadrangolare dell’attico in cui è raffigurata l’Assunzione della Vergine, proprio al di sotto dei piedi del Cristo Crocifisso.
Nel corpo inferiore s0no raffigurati da sinistra Juan II inginocchiato con alle sue spalle l’Apostolo Santiago, Santa Catalina con baldacchino che separa questa raffigurazione dalla successiva dell’Ultima Cena, quindi, oltre il suddetto Tabernacolo, la Cattura di Gesù Cristo, l’immagine di Santiago el Mayor con baldacchino e, all’estrema destra, la Regina Isabella del Portogallo inginocchiata con Santa Elisabetta e il piccolo Giovanni.
Alle spalle dell’altare maggiore è collocata la cosiddetta Cappella del Transaltar con pareti completamente affrescate con trompe l’oeil, Putti, candelabre, Personaggi ed Episodi biblici tratti dall’Antico Testamento e dall’Apocalisse, risalenti al XVII e XVIII secolo, alcuni dei quali attribuiti a CRISTÓBAL FERRANDO. Si accede alla Cappella attraverso le porte laterali poste ai lati del retablo maggiore su cui, al loro interno, sono raffigurati due Monaci certosini. Al centro, addossato alla parete in cui si apre una finestra nella parte alta, è collocato un altare affiancato da nicchie.
Si accede alla Sacrestia dall’arcata bizantina che si apre sulla sinistra, appena oltre il Sepolcro di Alfonso. A pianta rettangolare, è coperta da semplice volta a crociera costolonata intonacata. L’altare è stato trasformato in armadio-reliquiario alla fine del XIX secolo, ma la decorazione pittorica dell’attico è più antica: al centro è il dipinto ad olio dell’Adorazione dei pastori attribuito a DIEGO DE LEYVA (XVII secolo); a sinistra la Consacra-zione di San Hugo di Lincoln; a destra San Hugo di Grenoble. L’arredo disposto lungo le pareti laterali è in legno di noce intagliato del XVIII secolo.
Le 13 vetrate istoriate con Scene di Vita della Vergine e della Passione di Cristo distribuite sulla linea d’imposta, 5 per lato e 3 nell’abside, furono realizzate nelle Fiandre nel 1484: 10 di queste sono attribuite a NIACLES RIMBOUTS.
Nelle tre Cappelle laterali a sinistra comunicanti tra loro, è possibile ammirare la collezione permanente di dipinti, arredi liturgici e preziosi manufatti. In quella denominata Sala di San Bruno, adiacente alla sacrestia, è esposta l’Annunciazione di PEDRO BERRUGUETE realizzata tra il 1496-1500 è ispirata alla scuola fiamminga (foto sotto a sinistra).
La successiva è la Cappella Miraflores con affreschi a trompe l’oeil e raffiguranti Scene dell’Antico Testamento realizzati tra il 1653-’60. Sulla volta è rappresentata l’Incoronazione della Vergine. Sull’altare addossato alla parete di fondo è collocata una scultura dell’Immacolata.
L’ultima delle tre Sale-Cappelle è quella delle Reliquie: nelle sue vetrine sono esposti manoscritti, codici e incunaboli provenienti dalla Biblioteca Certosina. Vi sono inoltre il dipinto dell’Elevazione della Croce di JOAQUÍ SOROLLA e una replica dell’Apostolo Santiago scolpito da G. de Siloè per il Sepolcro dei Re e oggi al Metropolitan Museum di New York.
Nel 1460 furono completati il porticato e la copertura del Chiostro Grande e del Refettorio, coperto da volte a vela e dotato di pulpito gotico. Due Cappelle si aprono su una delle campate del Chiostro completata nel 1661.
Il Capitolo, addossato alla testata del Tempio, è un’ampia Sala realizzata nel 1490 con volte gotiche adorne di Stemmi Reali.